# Marcon
Marcon és un municipi italià, dins de la ciutat metropolitana de Venècia. L'any 2007 tenia 14.690 habitants. Limita amb els municipis de Mogliano Veneto (TV), Quarto d'Altino i Venècia.

## Administració
| Període | Identitat           | Partit         |
| ------- | ------------------- | -------------- |
| 2007-   | Pier Antonio Tomasi | Centreesquerra |